# 吸血十字界
《吸血十字界》（ヴァンパイア十字界）是由城平京原作、木村有里繪製的日本漫畫作品，在《月刊少年GANGAN》上連載，單行本全9集。

## 劇情大綱
一千年前，吸血鬼王國「夜之國」的國王羅斯雷特・史特勞斯因為過於強大而令人類害怕，人類為了殺死他，以女王安迪爾海特為人質並順利抓到國王，但安迪爾海特為了拯救史特勞斯，造成自己的強大魔力失控，險些毀滅世界，人類費勁全力將其封印。史特勞斯為了拯救她而和族人及人類對立，夜之國因而毀滅，而人類則製作數千個假的封印欺騙史特勞斯，不過人類也因此忘記真正的封印之處。千年來，史特勞斯一邊尋找封印、一邊對抗想殺死自己和女王的人類及吸血鬼獵人。
吸血鬼的天敵是被「黑天鵝」附身的人類，黑天鵝會附身於靈力強大的人類身上，如果宿主被附身後五年內無法殺死吸血鬼王和女王，則黑天鵝會殺死宿主，並將記憶和能力累積至下一名宿主身上。在黑天鵝累積至第49代時，宿主小松原雪的能力足以抵銷史特勞斯的魔力，但她仍因過於自信而落敗身亡。
50年後，第50代黑天鵝比良坂花雪現身並展現更勝史特勞斯的實力，但她聲稱要暫時和史特勞斯聯手，目的是對抗來自宇宙的侵略者菲歐星人；另一方面，吸血鬼獵人以布麗姬為首，將花雪視為史特勞斯的共犯，雙方形成僵局。
隨故事進展，布麗姬揭露自己實為安迪爾海特同父異母的姊姊，因為血統不純而被逐出王室，之後被史特勞斯領養。她表示史特勞斯的真愛並非安迪爾海特，而是人類女子史黛拉，並提到安迪爾海特出於忌妒殺死史黛拉和她腹中胎兒，史特勞斯得知真相後趕去復仇，安迪爾海特的魔力因而失控，造成破壞。為了阻止災情，布麗姬和史特勞斯最大的敵手賽巴哈肯結盟，成功將安迪爾海特封印。之後賽巴哈肯請布麗姬擔任討伐史特勞斯的指揮、開發出黑天鵝、設立假封印後死去。
隨著菲歐星人即將侵略地球，負責指揮作戰指揮森島軍官解說計畫，方法是讓史特勞斯、安迪爾海特登上對方的母艦，將其破壞殆盡後再將他們接回地球，而史特勞斯背地裡則謀劃要在月球重建夜之國，並將之託付給布麗姬執行；另一方面，他們還需應付反戰派對火箭發射基地的核子軍事行動。
吸血鬼獵人們將所有封印摧毀後，安迪爾海特得以復活，她透露千年前史特勞斯是自願被處死，原因是克服陽光的他知道自己會被視為破壞人類與吸血鬼平衡的種子，便引導兩族將矛頭指向自己以平息亂世。而史特勞斯也坦言，殺害史黛拉及其腹內胎兒的真凶，實為史黛拉的義母賽巴哈肯，目的是以繼承史特勞斯血統的靈魂製造黑天鵝，了解此事的花雪開始猶豫自己是否該殺死如此溫柔而悲哀的史特勞斯。
史特勞斯、安迪爾海特擊潰了菲歐星人，並在月球上道別。安迪爾海特以生命將月面地球化，為重建夜之國打下基礎；史特勞斯回到地球與花雪決戰，並以絲毫之差敗給毫不迷惘的花雪，在史特勞斯死後，千年之戰畫下句點，而他的靈魂也得到月亮的眷顧。

## 登場人物

### 吸血鬼
羅斯雷特・史特勞斯
年齡：約1300歲（實際年齡）、20歲後半（外表）
1000年前被消滅的夜之國最後的國王，在吸血鬼的規定中要約1000歲才能成為國王，但是當時年輕一輩的純種吸血鬼只有史特勞斯而已，因此包含當時的國王在內，周遭的人都期望著史特勞斯能夠早日繼位吸血鬼之王，因此史特勞斯便以200歲的年紀就和安迪爾海特公主結婚，破格成為史上最年輕的吸血鬼王。擁有壓倒性魔力的魔人，有著能夠憑著個人之力在一夜間就讓幾個國家完全消失，甚至號稱能夠粉碎星球的力量，被人稱為「紅玫瑰」。頭腦明晰、敏捷、博學，擁有絕對的力量但卻常使用必勝策略的天才，在各方面都是達到頂點的完美頂級魔人。實力完全超出正常範圍，連被視為是他唯一的剋星每次轉生都能變得更強的「黑天鵝」，也是在千年後的第49代才能完全抵銷他的魔力，千年來沒有人能和他對抗。
千年前身為夜之國的國王為了子民勞心勞力，即使擁有能夠將一切來犯的敵人全數消滅的力量，仍然為了避免戰爭而不斷與周圍各國協商開拓和平之路，然而卻在千年前因為一場意外而得知他是第一個克服太陽的吸血鬼。絕對的力量、不滅的肉體、卓越的智慧甚至克服了太陽，只要他有那個意思就能夠成為超越白晝、黑夜、時間、空間的永恆的支配者，即使自身毫無征服的欲望，但是克服太陽就等於是侵犯屬於人類的白天，導致人類與吸血鬼之間的平衡瓦解，因此遭到人類與吸血鬼的追殺。作品中他亦擁有最強的劍技，可以輕易的單憑劍術就擊潰蓮火。
故事初期，為了尋找因魔力暴走而被封印的女王安迪爾海特，一邊破壞女王的封印十字架（大約一千幾）一邊和黑天鵝交戰。不過故事中期，從布麗姬口述由來，不斷破壞封印的真的目的不是得到女王。史特勞斯真心唯一愛的人間女子史黛拉卻受到安迪爾海特嫉妒並殺掉史黛拉，他打算親手將她碎屍萬段。但是實際上是史特勞斯一連串的苦肉計，知道了殺害史黛拉的真凶後放棄報仇、為了避免人類與吸血鬼之間發生滅絕性的戰爭而自願成為世界公敵、為了讓吸血鬼獵人保有希望而與自己一直保護著的人民纏鬥千年之久。
安迪爾海特
年齡：約1240歲（實際年齡）、20歲左右（外表）
夜之國最後的女王，布麗姬的同父異母妹妹。純血吸血鬼。姐姐說「她對這樣的自己一直都感到自卑感，大概是個可憐的公主」。當時眾人都期望她和史特勞斯結婚，但史特勞斯卻愛上史黛拉。史黛拉死亡後，史特勞斯身邊的人建議安迪爾海特和史特勞斯結婚，成為夜之國的女王。她身上隱藏連自己也不知道的強大魔力、也被後世「腐蝕的月光」的忌諱的名來稱呼她。那名字的由來是她身上的腐蝕魔力和任何物質接觸後就會腐蝕。以魔力來說甚至凌駕在史特勞斯之上，暴走時也給予夜之國及周圍的國家很大的損害。在白天腐蝕仍然不見停止，因而確認了她是第二個克服太陽的吸血鬼。
史黛拉出現之前，和姐姐布麗姬以及史特勞斯一起過得很快樂。但是史黛拉出現後，史特勞斯和史黛拉發展成為情人，和安迪爾海特開始漸漸疏遠。有一天，史黛拉被人以殘忍的方式殺害，連她肚子裡的孩子也沒逃過一劫，令史特勞斯感到絕望。十五年後，史特勞斯發現安迪爾海特殺害史黛拉的證據，令史特勞斯大怒想要殺死她，讓安迪爾海特感到害怕而展出失控的魔力。這是當時從布麗姬觀點看夜之國崩潰的原因。不過實際上雖然當時誤認安迪爾海特是兇手，但當時決心求死的史特勞斯並沒有打算殺害安迪爾海特。
實際上史特勞斯和史黛拉結婚並沒有影響史特勞斯繼任吸血鬼之王，因為當時史特勞斯只有200歲左右，而要繼任吸血鬼之王必須要超過千歲，雖然周圍的人都期望史特勞斯能早日繼任國王，但是人類的壽命頂多只有幾十年，因此就算史特勞斯和人類結婚也絕不會影響到百年後預定的事情，因此當時和史黛拉之間的心結只是她個人的感情問題，然而在史黛拉即將生產前決心與史黛拉和解而前來拜訪，卻正巧碰見了史黛拉被殺的經過，不過由於生性膽小又不擅控制魔力，因此無力救出史黛拉，最後只能帶著史黛拉唯一的首飾逃走，與史黛拉約定會將首飾埋入墳墓中，不過因為史黛拉是被秘密下葬而且還被遷墓，因此始終找不到史黛拉的墳墓，最終在千年之後才在月球上完成約定。

### 吸血鬼獵人
布麗姬．艾薇兒．佛洛斯哈特
年齡：1250歲左右（實際年齡）、20歲左右（外表）
吸血鬼獵人的領導者，母親為混血王妃，曾經是王家的公主身分，直到10歲時異母妹妹出生被逐出王家，之後被史特勞斯收養為父女關係。曾經當史特勞斯的部下，150歲就以夜之國大將軍身份活躍，一般人都會認識她以及承認她當時國家的實力。
對於史特勞斯的指示幾乎可說是唯命是從，即使史特勞斯為了復仇捨棄了子民也決不違背他的教誨，因此為了避免世界再次被腐蝕的月光所殘害阻礙史特勞斯破壞封印十字架，和黑天鵝一起努力追殺史特勞斯，由於宇宙的侵略者來臨而和史特勞斯等人休戰。她培養的情報員無論在何處都能簡單地調查。主要用搜索敵人的結界及戰鬥用的長劍、劍術方面是僅次於蓮火的高手，在得知夜之國毀滅的真相後再次以史特勞斯的女兒的身份接手史特勞斯訂立了「最後之羽計畫」。
原本因為史黛拉突然成為史特勞斯的戀人的關係，而很討厭史黛拉，不過隨著時間的流逝逐漸瞭解了史黛拉的個性，明白了史特勞斯迷戀史黛拉的原因後與史黛拉盡棄前嫌，在史黛拉懷孕後也常常前去探訪，卻也成為了史黛拉被殺後的第一個發現者。
懂得使用「人化之術」，原本打算把所有的吸血鬼獵人都變作人類後自己作為最後的吸血鬼族人孤獨死去，不過卻不知道「人化之術」的真相。
刃 蓮火
年齡：800歲左右
布麗姬手下使用劍的吸血鬼獵人，劍速最快。和第49代黑天鵝小松原雪是戀人關係。當史特勞斯把她殺死後，就開始變了為她復仇而生活，還拿走小松原雪的打火機作為遺物。
武器喜歡經常使用日本刀的靈劍。另外引以為傲的靈劍「孤龍」、「金妖」雙刀也擅長使用，可以隨意飛行。不過後來在史特勞斯提出一對一決鬥中使雙劍粉碎，現在餘下靈刀「鳴月」唯一的武器。
對於史特勞斯的憎恨直到知道夜之國毀滅的真相後都無法放下，直到知道了史黛拉的真相後開始對復仇產生迷惘，最後知道黑天鵝的真相後被史特勞斯點破自己的心情的「真實」，開始擴大自己的視野看清小松元雪的願望，即使依舊憎恨史特勞斯卻也開始逐漸放下，將「鳴月」交給花雪轉交給史特勞斯，替花雪製造一絲敗機後，注視兩人的決鬥到最後。
鐵扇寺 風伯
年齡：600歲左右
布麗姬手下的吸血鬼獵人。全身穿著日本盔甲，武器是長槍、鐵餅和弓箭。
艾榭爾巴特．高橋
年齡：200歲程度（實際年齡）、10歲左右（外表）
布麗姬手下的吸血鬼獵人。一般總是冷淡，是布麗姬手下中最年輕的吸血鬼獵人，非常信賴布麗姬。愛稱「艾榭爾」。有殺不了女人及小孩的性格。在狹窄的地方也能揮動的武器大鎌「比安卡女士之鎌」。
蕾蒂西亞
年齡：68歲（實際年齡）、10歲左右（外表）
吸血鬼獵人的女孩。母親是混血兒，由於吸血鬼血統非常淡薄所以身體成長的非常緩慢，被村人發現而追殺但只有蕾蒂西亞逃走。小松原雪被殺死前，18歲時和史特勞斯第一次見面，後來現在和史特勞斯一起行動。十分相信史特勞斯。使用武器是輔助機關槍‧手榴彈‧狙擊槍的現代火器，子彈全都係史特勞斯注入的魔力，狙擊槍威力超群。另外，精密射擊的胳膊也不一般，當時曾經在超出700公尺之外的距離擊中貼緊史特勞斯的蓮。戰鬥技術全都是史特勞斯教。擅長爭取時間的擾亂作戰，外號「山貓」。
被史特勞斯稱為女兒，在史特勞斯和吸血鬼獵人和解後就由布麗姬負責指導照顧。

### 黑天鵝
比良坂 花雪
年齡：17歲
第50代的黑天鵝。繼承了上代的招式、記憶、靈力並且比上代更強，是歷經千年的累積後實力終於超越史特勞斯的黑天鵝。黑幕大人物GM大老的孫女。因祖父的關係而利用已經沒落的姓（比良坂）的障眼法。和熊娃娃「浪漫櫻」是心靈上的友人。
為了對抗宇宙的侵略者並和史特勞斯合作。現在和史特勞斯一起並監視他。為了尋找史特勞斯的真相而從黑天鵝讀取49人的記憶。最後因為看到史特勞斯親手製造的項鍊後引發黑天鵝的吞噬，不過因為史黛拉的靈魂出面干涉而存活，最後與史特勞斯的決戰中獲勝，解放了史特勞斯與黑天鵝。
小松原 雪
第49代的黑天鵝。歷經千年之後成長的黑天鵝終於能夠完全抵銷史特勞斯的魔力，其戰鬥能力也足以和史特勞斯匹敵，不過由於太相信自己的能力輕易的接近史特勞斯想結束戰鬥，卻遭到史特勞斯用被從蓮火那奪取的雙刀穿貫身體。和刃蓮火是戀人，迎接死亡之時認為史特勞斯「真的是好人」在沒有怨恨的情況下死去。

### 人類
瑪麗亞・賽巴哈肯
有各國擁有500個弟子，出門前也會占卜。對史特勞斯十分固執，和他戰鬥屢次戰敗後，就介入各國並以計謀來打敗夜之國。
外號「無限十字」，運用上萬種法器在加上上萬種術式，從交會處產生出無限的十字因而得名，是史特勞斯唯一忌諱的對手，也是夜之國最大的敵人。
曾經和布麗姬合作封印暴走的安迪爾海特，也是把黑天鵝帶到世上的人，又在世界各地建起三千個以上假的封印十字架。
是最後能夠戰勝史特勞斯的人類，縱使無法擊敗史特勞斯，但是他所放出的黑天鵝卻會糾纏史特勞斯直至他死亡。
全身法衣和盔甲包著身體，令布麗姬誤會她是男。
她為了聚集強大的靈力高手，和可以自己驅使的部下，所以撫養、收留了許多孤兒。她亦是殺害史黛拉的真正凶手，亦利用史黛拉和史黛拉與吸血鬼王所生的孩子的靈魂製成黑天鵝。
史黛拉・哈薩爾巴克
年齡：享年17歲
史特勞斯唯一愛的女子。一個隨處可見的鄉下姑娘，本來居住在夜之國周圍的小村莊中，不過因為夜之國與他國之間戰爭而失去家園，當時身為大將軍的史特勞斯在戰後對村民的安置進行指揮時與史黛拉相遇並且一見鍾情，於是就帶她回城，成為他的戀人最後結婚，由於身為大將軍的愛妾是村姑的話有失體統，所以讓名列吸血鬼元老的哈薩爾巴克家擔任他的監護人。
史黛拉既不強也不聰明，毫無教養而且目不識丁，甚至連自己的名子都不會寫，在強大且富有知性的吸血鬼眼中她只是個毫無可取之處的鄉下小丫頭，但是她卻是唯一會指責史特勞斯糾正他的心態，並且還會替當時被當成神一樣的史特勞斯祈求個人幸福的人，而且他生性豁達開朗，為了不讓一切都以悲劇結束不管是將死之時還是成為黑天鵝後，他始終是以笑臉面對著悲宿的命運，也不怨恨賽巴哈肯以及史特勞斯，也正因為這種個性她才會得到布麗姬與安迪爾海特的認同，與她們兩人和解。
後來和他正式訂婚後，懷了他的小孩，可惜小孩出生之前就被犯人連母親和小孩一起殺害，連小孩還未判明性別就和母親屍體完全被粉碎。
真相是她是瑪麗亞・賽巴哈肯的養女，而殺害史黛拉的亦是賽巴哈肯。
GM大老
執世界財政界的牛耳，只要有那個意思，據說可以策動數十國以上軍隊的現代黑幕，在這個國家裡頭，沒有人能夠命令他，連海的對岸也一樣。比良坂花雪的祖父。由於他太多敵人，就只好安排讓所有情報來源，都不能追蹤血緣，出生後從來沒有對任何人或任何事感到害怕，直到被史特勞斯恐嚇後第一次感受到恐懼。最後雖想把吸血鬼、吸血鬼獵人、外星人通通消滅，但是被史特勞斯的計謀擊敗而漸漸失去權力與財力。常常戴有心標記的面具，不知其面目。真名是山田二郎（自稱）。
梅利爾・森島
GM大老派的對抗來自宇宙的侵略者以及吸血鬼的作戰指揮的軍人。階級三佐。優秀的人物，把史特勞斯稱為「主人」，把布麗姬稱為「大姐」，自己說過自己是「不良軍人」。是第一個以第三者立場上察覺到史特勞斯真正目的及布麗姬被欺瞞的人物。
對布麗姬有好意，並約定十年後約會。
得知千年前的真相後，認為以人類總體的利益來說協助吸血鬼王會比較有利，因此背叛了大老成為了吸血鬼王的人類協助者。
李 紅飛
年齡：34歲
製作面對菲歐星人「月讀號」的科學家。性格少許膽小、對史特勞斯的行動感到煩惱。
後來，史特勞斯給了他曾送給史黛拉的首飾，還說「如果能在一個月內猜出是什麼石頭的話，我會拯救人類」後來終於找到這個首飾中的石頭來源。
萩 薺
「月讀號」的科學家，訓練史特勞斯太空人訓練的負責人。性格活潑。協助吸血鬼王執行「最後之羽計畫」後計畫在20年內完成簡便型的月球往返機。

## 發行
| 冊數 | 史克威爾艾尼克斯 | 史克威爾艾尼克斯       | 東立出版社     | 東立出版社             |
| 冊數 | 發售日期         | ISBN                   | 發售日期       | ISBN                   |
| ---- | ---------------- | ---------------------- | -------------- | ---------------------- |
| 1    | 2004年1月22日    | ISBN 4-7575-1105-1     | 2005年1月19日  | ISBN 986-11-5776-X     |
| 2    | 2004年6月22日    | ISBN 4-7575-1206-6     | 2005年1月19日  | ISBN 986-11-5777-8     |
| 3    | 2004年11月22日   | ISBN 4-7575-1297-X     | 2005年6月8日   | ISBN 986-11-6466-9     |
| 4    | 2005年4月22日    | ISBN 4-7575-1387-9     | 2005年7月18日  | ISBN 986-11-6841-9     |
| 5    | 2005年10月22日   | ISBN 4-7575-1523-5     | 2005年11月30日 | ISBN 986-11-7677-2     |
| 6    | 2006年3月22日    | ISBN 4-7575-1625-8     | 2006年6月1日   | ISBN 986-11-8241-1     |
| 7    | 2006年8月22日    | ISBN 4-7575-1721-1     | 2006年10月4日  | ISBN 986-11-8831-2     |
| 8    | 2007年1月22日    | ISBN 4-7575-1823-4     | 2007年3月29日  | ISBN 978-986-11-9452-3 |
| 9    | 2007年5月22日    | ISBN 978-4-7575-1992-3 | 2007年10月12日 | ISBN 978-986-11-9964-1 |